# Giuseppe Capograssi
Giuseppe Capograssi (Sulmona, 21 marzo 1889 – Roma, 23 aprile 1956) è stato un giurista e filosofo italiano che si è occupato principalmente di filosofia del diritto. Fu membro della Corte costituzionale.

## Biografia
Giuseppe Capograssi nacque a Sulmona da un'antica famiglia nobile che vi si era trasferita da un comune della provincia di Salerno nel 1319, a seguito del vescovo Andrea. Nipote di Nunzio Federigo Faraglia, Capograssi si laureò in Giurisprudenza a Roma nel novembre del 1911 discutendo la tesi di laurea "Lo Stato e la Storia", in cui già affiorano le problematiche connesse alle interrelazioni fra individuo, società e Stato: problematiche che impegneranno tutta la sua attività di studioso.
Dopo aver esercitato l'avvocatura, iniziò la carriera accademica dopo aver vinto, nel 1933, il concorso alla cattedra di Filosofia del diritto e fu chiamato dall'Università degli Studi di Sassari. Dal 1935 insegnò all'Università degli Studi di Macerata, dove fu nominato rettore e successivamente si trasferì nel 1938 a Padova, poi nel 1940 a Roma. Nel luglio del 1943 prese parte ai lavori che portarono alla redazione del Codice di Camaldoli. Intanto dalla Sapinza si trasferà a Napoli, all'Università degli Studi di Napoli Federico II, dove rimase per un decennio, trascorso il quale si trasferì a Roma. dove insegnò Dottrina dello Stato e, dal 1951, Filosofia del diritto. Dal 1948 al 1955 fece parte del Consiglio superiore della Pubblica Istruzione. 
Il 3 dicembre 1955 venne nominato giudice della Corte costituzionale dal Presidente della Repubblica Giovanni Gronchi e giurò il 15 dicembre insieme agli altri quattordici giudici. Di fatto non partecipò ai lavori della Corte in quanto morì il giorno della seduta inaugurale (23 aprile 1956).
Fu tra i fondatori dell'Ugci (Unione giuristi cattolici italiani), di cui fu anche il primo presidente.
Tra i suoi allievi più famosi vi sono Enrico Opocher e Pietro Piovani.
Sulmona gli ha intitolato una scuola, una piazza e il ponte che collega al centro storico, un busto sulla stessa piazza, la nuova biblioteca civica e il Tribunale.

## Pensiero
La sua filosofia viene denominata "dottrina dell'esperienza giuridica" ed è rivolta alla centralizzazione della volontà del soggetto agente, che si imprime nell'azione stessa, vera fonte di espressione giuridica e di vita. La filosofia dovrebbe quindi occuparsi della vita e dell'azione, avendo a centro della sua speculazione la "persona". 
Il suo pensiero si ricollega al personalismo cattolico, il cui approfondimento si ebbe proprio nel Novecento, sulle orme di sant'Agostino, Pascal, Rosmini, anche ad opera di pensatori francesi quali Maritain e Mounier. Perciò, l'aver posto al centro della sua indagine il problema di comprendere i rapporti essenziali che intercorrono fra il diritto, inteso come esigenza giuridica, e la vita consente alla sua filosofia del diritto di superare il campo della tecnica giuridica per pervenire ad una visione organica e totale del reale, cioè a Dio.

## Opere
- Fede e scienza, 1912
- Saggio sullo Stato, 1918
- Riflessioni sull'autorità e la sua crisi, 1921
- La nuova democrazia diretta, 1922
- Analisi dell'esperienza comune, 1930
- Studi sull'esperienza giuridica, 1932
- Introduzione alla vita etica, 1953
- Il problema della scienza del diritto, 1937
- Incertezze sull'individuo, Milano, Giuffrè, 1969
- Pensieri a Giulia, 1918-1924 [3]